# Athie (Côte-d'Or)
Athie è un comune francese di 92 abitanti situato nel dipartimento della Côte-d'Or nella regione della Borgogna-Franca Contea.

## Società

### Evoluzione demografica
Abitanti censiti